# Onofrio Catacchio
Onofrio Catacchio (Bari, 28 ottobre 1964) è un fumettista e illustratore italiano.

## Biografia
È nato il 28 ottobre 1964 a Bari. Il suo esordio nel campo del fumetto avviene sul mensile Frigidaire nel 1987 con una breve storia intitolata 1999. In seguito collabora al periodico Dolce Vita su cui pubblica strisce a fumetti e illustrazioni.
Nel 1990 crea il personaggio di Stella Rossa, che appare sulle riviste Fuego e Nova Express in episodi che vengono raccolti nei volumi Stella Rossa (1990) e Frontiera (1992) dalla casa editrice Granata Press. Entrambi i titoli più un inedito verranno ristampati nel 2001 in un volume della Kappa Edizioni, Stella Rossa, che raccoglie tutte le storie del personaggio.
Nel 1991 per Cyborg realizza storie a fumetti e illustrazioni, collabora come illustratore per il supplemento Domenicale del quotidiano il manifesto, illustra San Isidro Futból di Pino Cacucci (Ed. Metrolibri).
Per Nova Express, nel 1993, disegna su testi di Carlo Lucarelli i racconti di Coliandro, raccolti in volume l'anno successivo da Granata Press. Nello stesso anno illustra Hey Joe di Lorenzo Marzaduri.
Dal 1995 collabora con la Sergio Bonelli Editore realizzando diversi albi per la serie mensile Nathan Never. In veste di sceneggiatore, per i disegni di Andrea Accardi scrive Progenie d'inferno, apparsa in volume del 1999 per la Kappa Edizioni. La casa editrice francese Albin Michel nel 2004 realizza la versione francese intitolata Fils de l'enfer.
Replica la sua collaborazione con scrittori di narrativa nel 2005, sceneggiando e disegnando il racconto La ballata del Corazza di Wu Ming2 per le edizioni BD/alta fedeltà. Il racconto viene in seguito inserito nell'antologia sul noir a fumetti Alta criminalità edita nell'estate del 2005 da Mondadori.
Illustra ii volume Gaijin! di Luigi Bernardi edito dalla Black Velvet nel 2006.
Ha progettato e disegnato le animazioni digitali per lo spettacolo di tecnoteatro La Fattoria degli Anormali di Andrea Balzola, del quale ha realizzato anche la versione a fumetti.
Dal 2007 realizza le immagini di copertina per le collane di narrativa del Gruppo Alberto Perdisa Editore. Nel 2010 avvia una collaborazione con la Marvel USA. Dal 2010 collabora al Gamberetto supplemento per ragazzi della rivista il Gambero Rosso. Nel 2011 pubblica su testi di Luigi Bernardi, Fantomax, non temerai altro male edito dalla Coconino press.
Ha disegnato due episodi del pluripremiato Mercurio Loi, scritto da Alessandro Bilotta.
Per l’inserto Alias Comics del quotidiano Il manifesto realizza nuovi episodi di Stella Rossa. 
Per Centauria libri ha pubblicato Pollock Confidential, biographic novel dedicata a Jackson Pollock.
Nel 2020, la Sergio Bonelli Editore pubblica in volume La Mano Nera, un'avventura di Joe Petrosino e del suo Italian Branch nella New York degli inizi del secolo scorso.
Ha illustrato il volume l'orologio che ha fermato il tempo, scritto da lo stato Sociale per raccontare la strage di Bologna del 2 agosto 1980 apparso nella collana fatterelli Bolognesi della casa editrice Minerva.
Per la casa editrice Dupuis , con Doug Headline e Luana Vergari, adatta a fumetti la serie dedicata al personaggio di Harry Dickson "lo Sherlock Holmes americano" nato dalla penna di Jean Ray.
Dal 1994 ha tenuto lezioni di disegno per i corsi di fumetto della Nuova Eloisa e per i Giardini Margherita a Bologna. Dal 1994 al 1997 ha insegnato Anatomia Artistica all'Accademia di Belle Arti di Brera a Milano. Insegna sceneggiatura e disegno per il fumetto alla Scuola internazionale dei Comics di Firenze e di Reggio Emilia. Insegna Arte del Fumetto all'Accademia di Belle Arti di Bologna. Vive e lavora a Forlì